# Rui Pêgo
Rui Pêgo é um locutor de rádio português. Foi Director de Programas da RDP.

## Carreira
Rui Pêgo começou a trabalhar em Angola na Rádio Eclésia (Luanda). Em Portugal iniciou-se num semanário de vida curta e chegou em 1977 à Rádio Renascença, onde apresentou programas como "Meia de Rock", "Nós Por Cá", "Cor do Som", "Passeio da Fortuna" ou "Ocidental Praia". 
Entretanto colaborava com a RTP, onde apresentou programas como Roques da Casa e o concurso Fórmula J integrado no ano mundial da Juventude. Também foi colaborador permanente do jornal Se7e.
Em 1987 foi um dos fundadores do Correio da Manhã Rádio e director da estação.
Em 1993, com o fim do Correio da Manhã Rádio, passa para um novo projecto, a Rádio Nostalgia, acumulando com a gestão da Rádio Comercial. Depois dirigiu a Rádio Paris Lisboa durante 5 anos, a partir de 1997.
Colaborou com a SIC Notícias. Publicou um livro de compilação de crónicas  chamado "Nação Valente" (Huguin, 2003). Foi, ainda, director de programas da Rádio Renascença a partir de 2003 até que, em Junho de 2005, Rui Pêgo passa a ser Director de Programas da RDP (Antena 1, Antena 2 e Antena 3). 
Em 2021, vence o Prémio Autores na categoria de melhor programa de rádio com o programa "Radicais livres", que apresenta com Jaime Nogueira Pinto e Pedro Tadeu.

## Vida pessoal
Rui Pêgo é casado, em segundas núpcias, com Júlia Pinheiro e pai de quatro filhos incluindo Rui Maria Pêgo. O seu irmão Jorge Pêgo foi apresentador de programas de rádio como o "TNT-Todos No Top" e do Vivamúsica na RTP. Viveram em Luanda no tempo colonial (antes de 1975).